# Nouveau Jardin

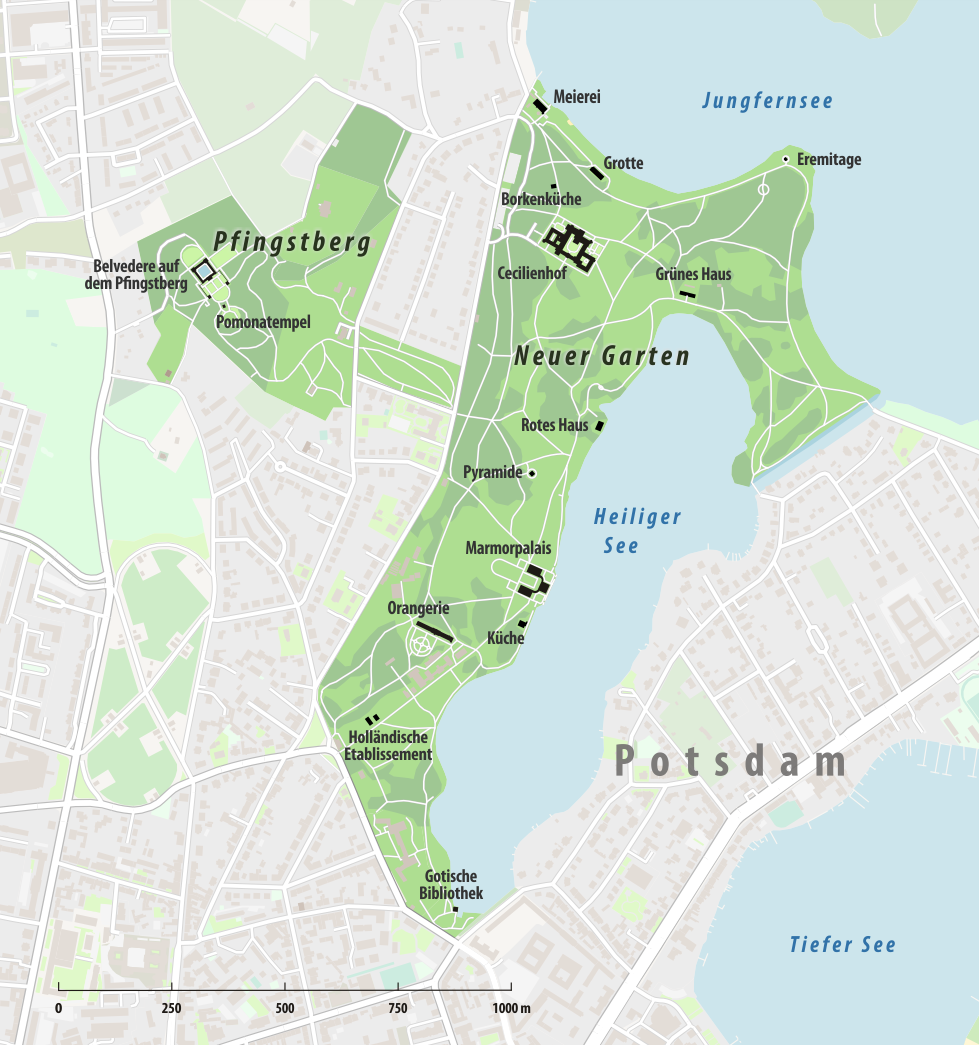
Carte d'ensemble

Le Nouveau Jardin est un parc de 102,5 hectares situé au nord de Potsdam et bordé par le lac sacré (de) et le Jungfernsee au nord de Potsdam. À partir de 1787, Frédéric-Guillaume II fait aménager sur ce terrain un nouveau jardin qui doit se démarquer du parc baroque de Sanssouci.

## Le jardin

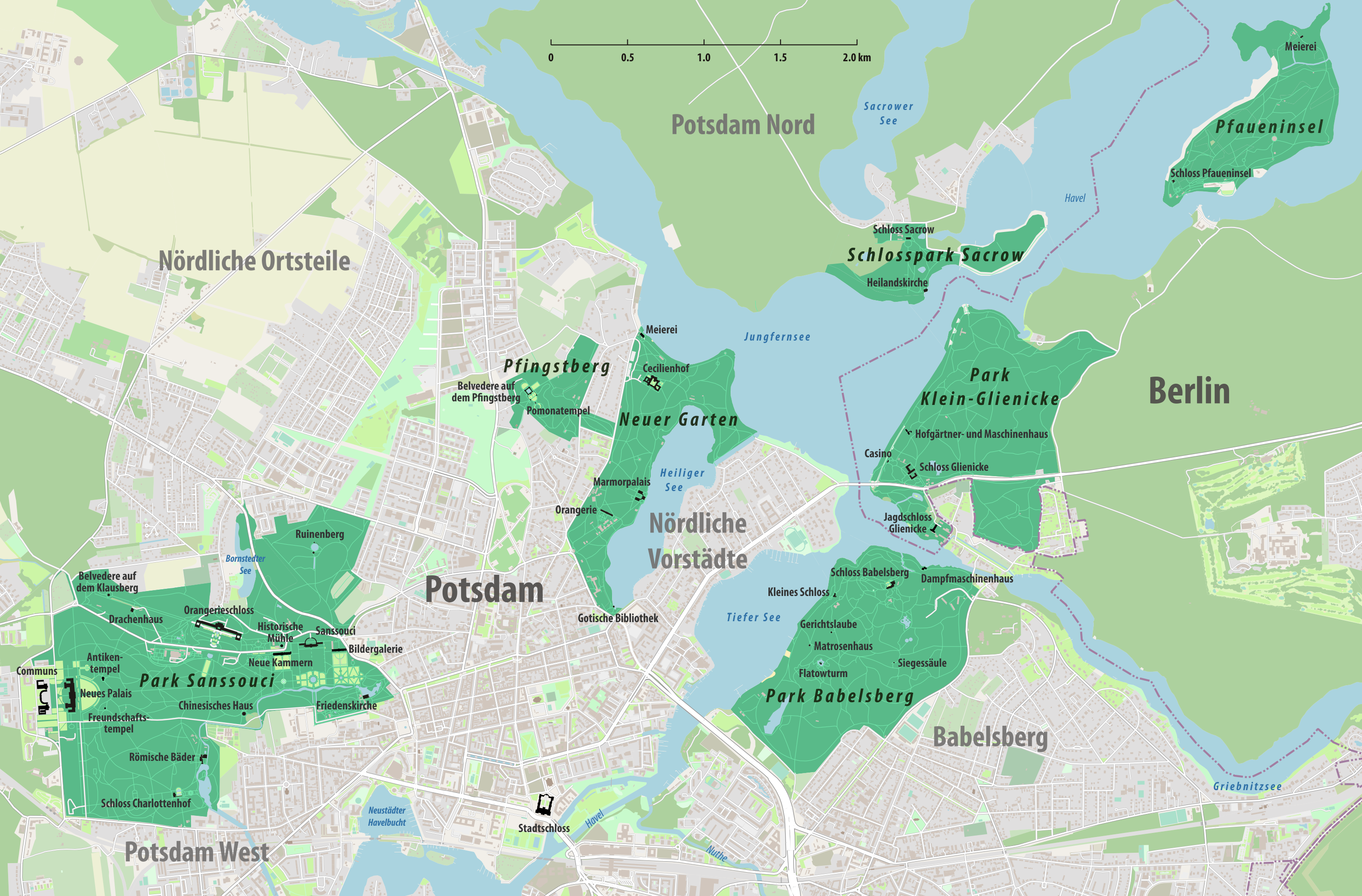
Avec le Pfingstberg et le Sacrow, le Nouveau Jardin forme l'extrémité nord du paysage du parc du château de Potsdam

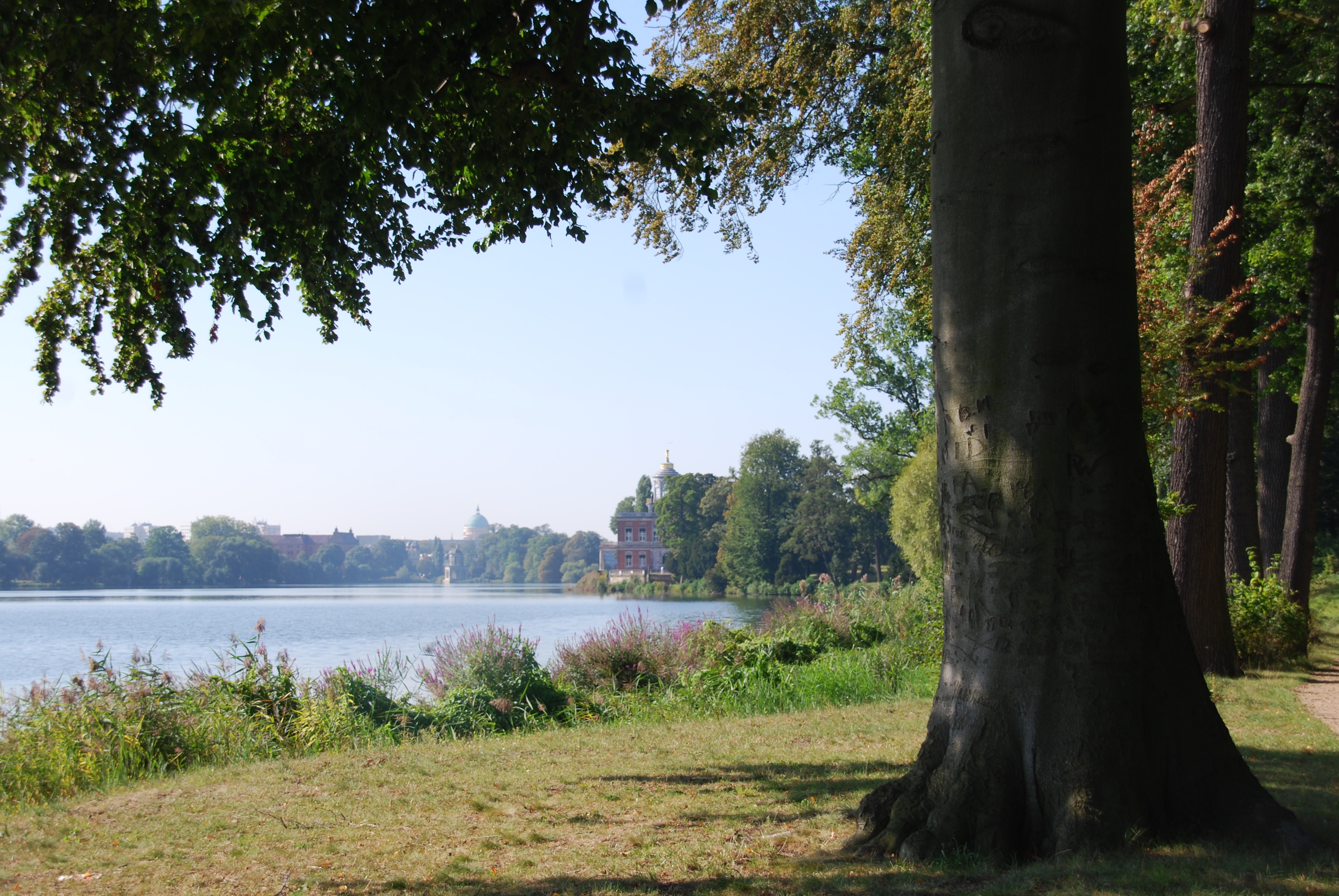
Lac sacré

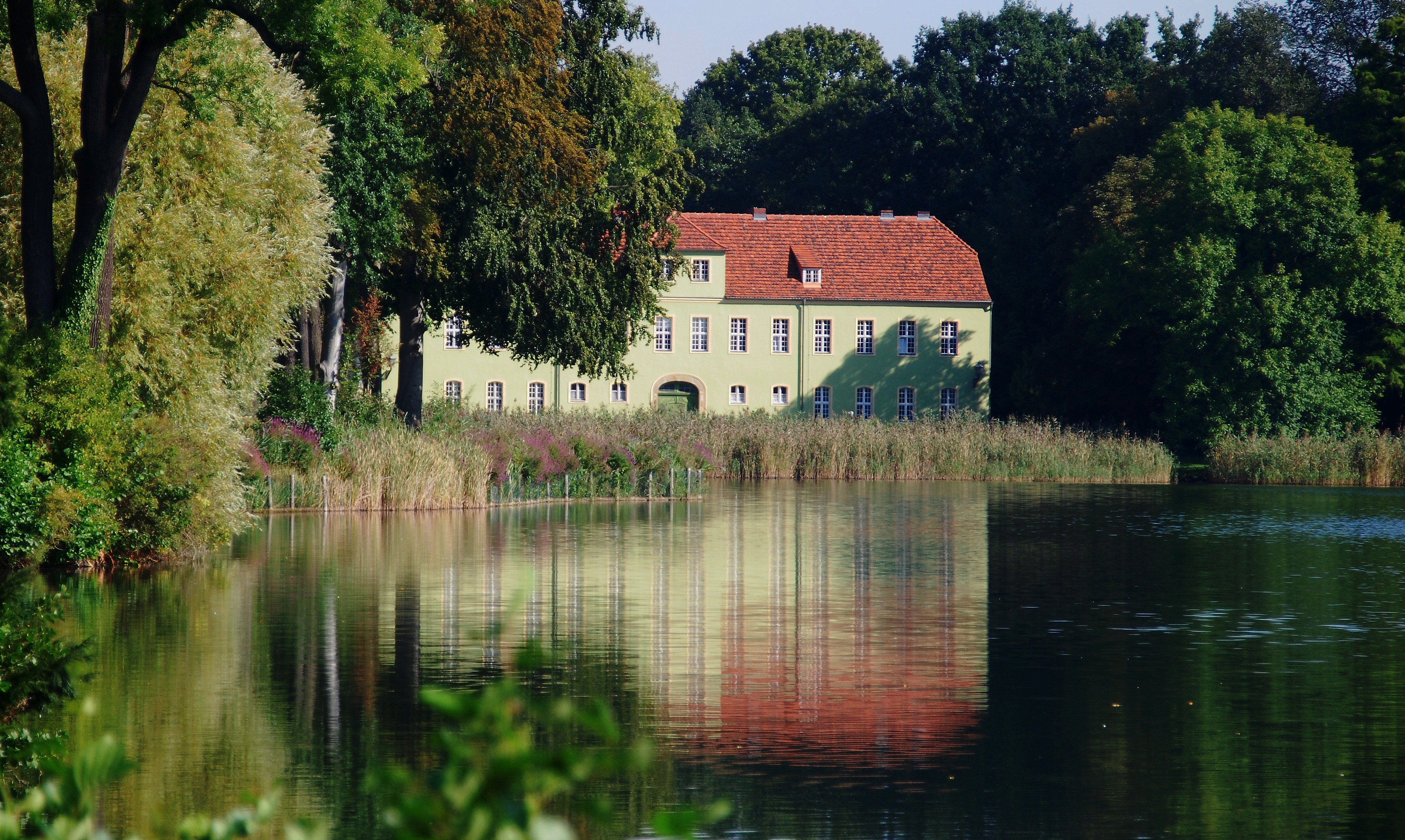
Lac sacré avec la Maison Verte

Dès l'époque où il est prince héritier, Frédéric-Guillaume II acquit le terrain d'un commerçant au bord du lac sacré, qui est agrandi au fil du temps par l'achat de vergers et de vignobles voisins. Un an après son arrivée au pouvoir, les travaux d'aménagement commencent. Le parc doit refléter l'esprit de l'époque en donnant une image moderne de l'architecture des jardins et se démarquer des formes dépassées de l'ancien jardin baroque d'agrément et d'utilité de Sanssouci de Frédéric le Grand ; le nom de Nouveau Jardin s'y réfère de manière programmatique.
Grâce à ses voyages dans la petite principauté d'Anhalt-Dessau, le roi connait les jardins de Wörlitz (de). Ce jardin paysager à l'anglaise, le plus ancien et le plus grand du continent européen, correspond à son idéal en matière de conception de jardins. Le jardinier de Wörlitz, Johann August Eyserbeck (de) est engagé pour mettre en œuvre cet idéal.
Contrairement au vaste jardin paysager anglais du XIXe siècle, dont les principaux éléments sont les arbres, les prairies et l'eau, le jardin à l'anglaise de la fin du XVIIIe siècle s'articule autour de parties de jardin relativement fermées, ornées de petites architectures de jardin. Imitant la nature, l'aménagement met l'accent sur le caractère paysager. Les arbres et les plantes, non taillés, doivent paraître naturels.
La vie rurale a également été redécouverte. Les vaches qui paissent font partie du paysage du Nouveau Jardin et leur lait est transformé en beurre et en fromage dans la métairie située à l'extrémité nord du parc. Les maisons colorées, qui existent déjà avant la création du parc et qui y sont intégrées, sont appelées "maison grise", "maison brune", "maison blanche", "maison rouge" et "maison verte" en raison de leur couleur extérieure. Elles survivent au temps et font encore partie du patrimoine du Nouveau Jardin.
En 1816, Peter Joseph Lenné, encore apprenti jardinier cette année-là, arrive à Potsdam. On lui confie la tâche de réaménager le jardin, entre-temps tombé en désuétude. En conservant quelques parties isolées, il crée un parc paysager à l'anglaise avec de vastes espaces de jardin, des prairies et de larges chemins, mais surtout des axes de vue vers l'île aux Paons, Glienicke, Babelsberg et Sacrow.

## Les bâtiments du Nouveau Jardin

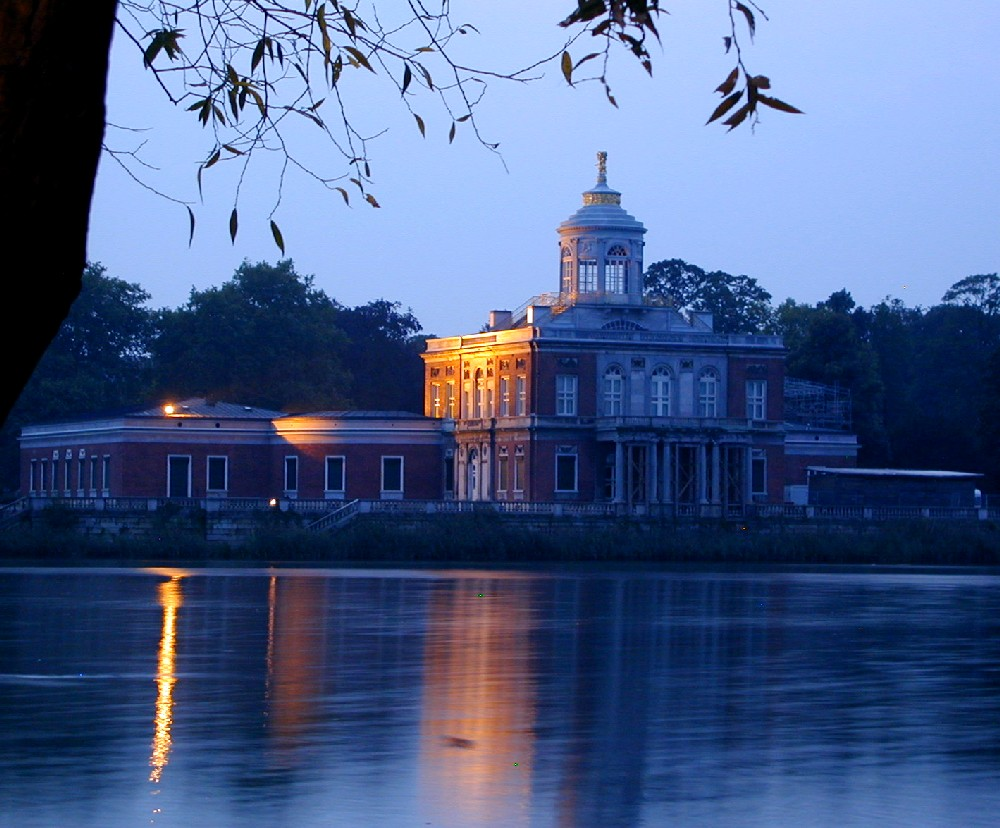
Le palais de Marbre

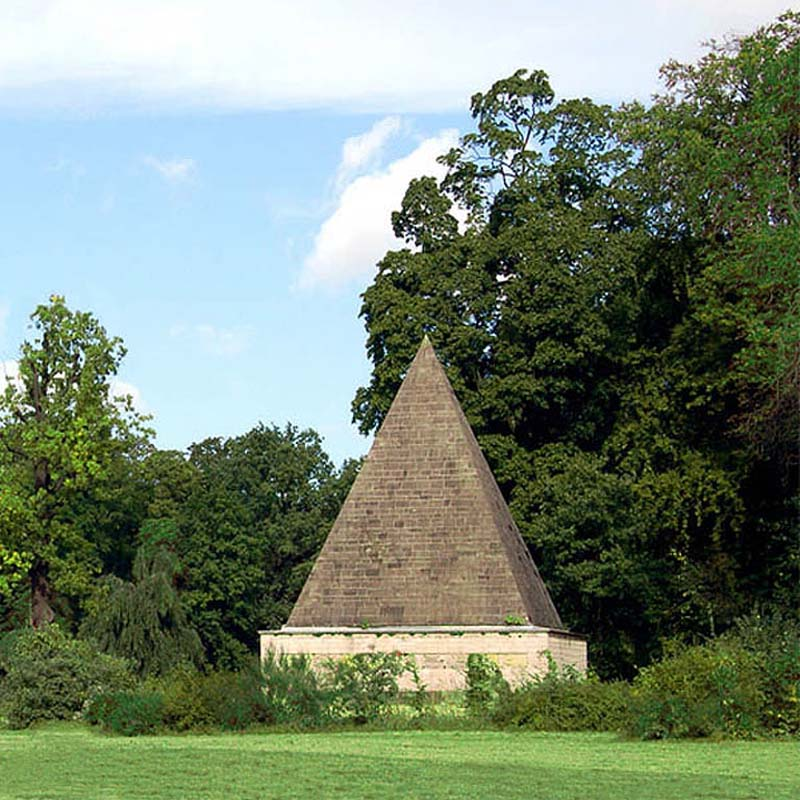
Glacière en forme de pyramide

Parallèlement, entre 1787 et 1793, Friedrich Wilhelm se fait construire un nouveau palais lorsqu'il aménage un nouveau jardin à Potsdam. Le palais de Marbre, une œuvre dans le style du début du classicisme, est construit selon les plans de Carl von Gontard et Carl Gotthard Langhans, qui sont principalement responsables de la décoration intérieure. Avec ce bâtiment, ce style, répandu depuis longtemps dans le reste de l'Europe, fait également son entrée à Berlin-Brandebourg et marque le début d'un changement d'époque artistique.

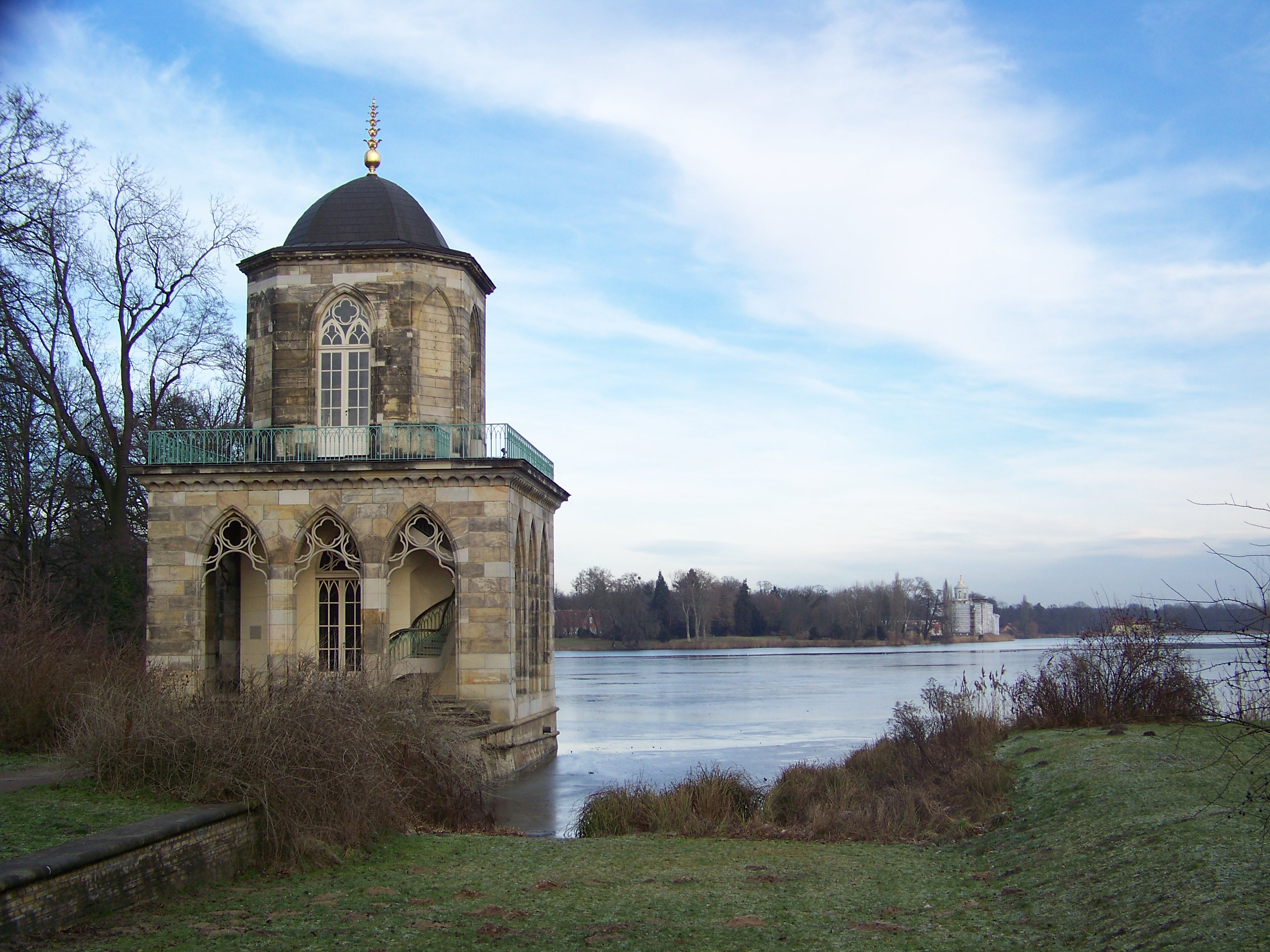
Bibliothèque gothique

La cuisine du château est construite comme un temple semi-enterré, la glacière comme une pyramide et la bibliothèque dans le style gothique  L'architecture n'est pas liée à l'objectif réel. Carl Gotthard Langhans et Andreas Ludwig Krüger créent ces bâtiments fonctionnels d'un autre temps.
La glacière, construite en 1791/92 sous forme de pyramide sur la ligne de mire nord du palais de marbre, sert à conserver la fraîcheur des aliments. En hiver, la glace est extraite du lac sacré (de) voisin et stockée au niveau le plus bas du sous-sol, qui s'enfonce à environ 5 mètres dans le sol. La pyramide est largement reconstruite en 1833 sous le règne de Frédéric-Guillaume III par le maître d'œuvre Albert Dietrich Schadow, seules des pierres individuelles avec des hiéroglyphes du bâtiment d'origine étant utilisées.
À l'extrémité sud du nouveau jardin se trouve la bibliothèque gothique (de). Le petit pavillon à deux étages abrite la collection de livres de Frédéric-Guillaume II. Les œuvres françaises sont dans la zone inférieure, la littérature allemande dans la zone supérieure. Contrairement à son prédécesseur, Frédéric le Grand, qui privilégiait tout ce qui est français, Frédéric-Guillaume II promeut l'art allemand. Les pièces de Friedrich Schiller et Gotthold Ephraim Lessing sont désormais autorisées à être jouées dans les théâtres prussiens.

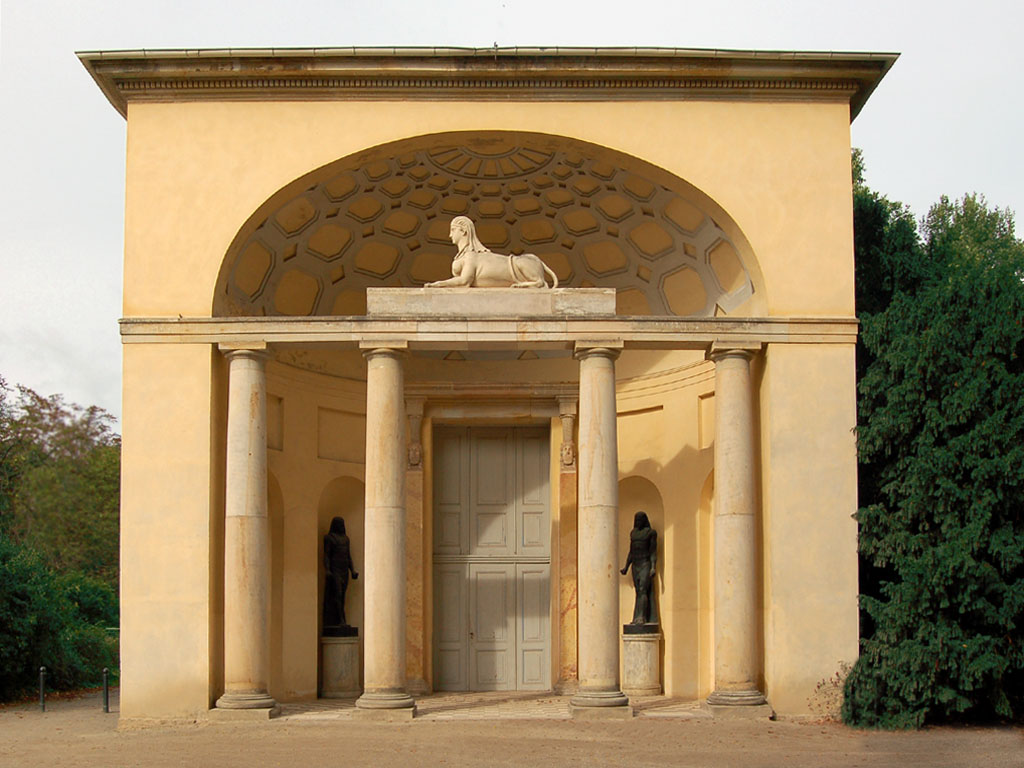
Portail égyptien de l'Orangerie

L'orangerie (1791/93) avec le portail égyptien à l'est est gardée par un sphinx. Deux statues noires de dieux égyptiens de l'atelier du sculpteur Johann Gottfried Schadow se tiennent dans des niches dans les murs de la zone d'entrée semi-circulaire. Dans la partie centrale du bâtiment allongé se trouve la salle des palmiers aux boiseries. C'est ici qu'ont lieu les concerts publics, au cours desquels le roi musicien jouait lui-même du violoncelle. À l'est et à l'ouest se trouvent les halles aux plantes.

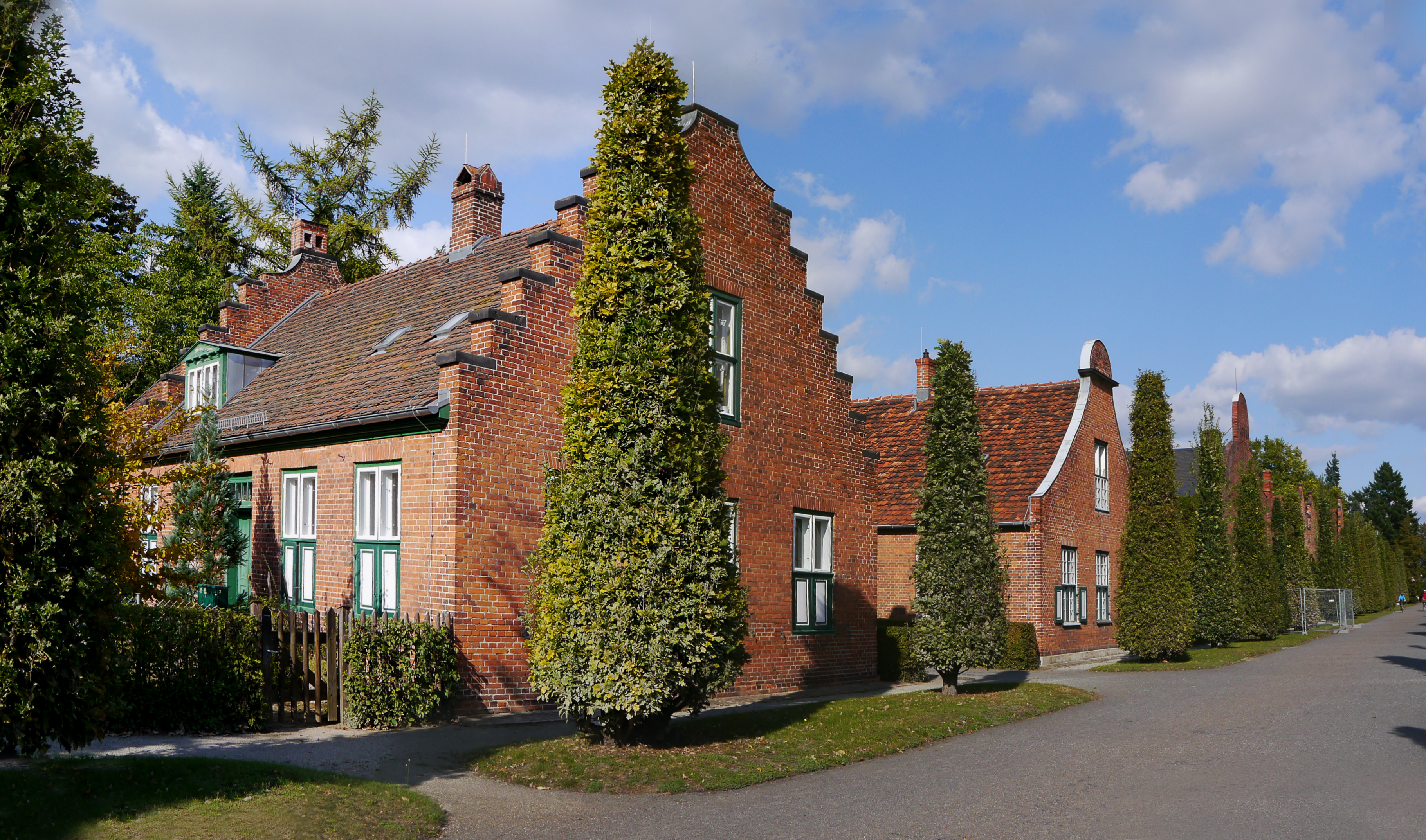
Maisons de létablissement néerlandais

Frédéric-Guillaume II fait entourer son refuge d'un haut mur le long du côté ouest. L'entrée principale du parc, au sud-ouest, est flanquée de deux portails de style hollandais. Elles abritent entre autres des écuries et des remises. Le long de l'allée menant au palais de marbre, des maisons en briques rouges, également de style hollandais, sont alignées. Cet établissement dit hollandais sert de logement aux domestiques, mais aussi de décor charmant depuis le lac sacré.
Une grotte de cristal et de coquillages (de) à l'extrémité nord du Nouveau Jardin est créée en 1791/92 sur la base des dessins de conception d'Andreas Ludwig Krüger. Ce lieu de séjour pour les chaudes journées d'été doit donner l'impression, à l'extérieur, d'avoir été créé par la nature. Les trois cabinets à l'intérieur sont décorés de miroirs, de verreries colorées et de coquillages. La petite cuisine en écorce construite à proximité en 1796, démolie en 1958 en raison de son état de délabrement, est reconstruite en 2012 . La maison forestière ronde est couverte de roseaux et recouverte d'écorce de chêne.

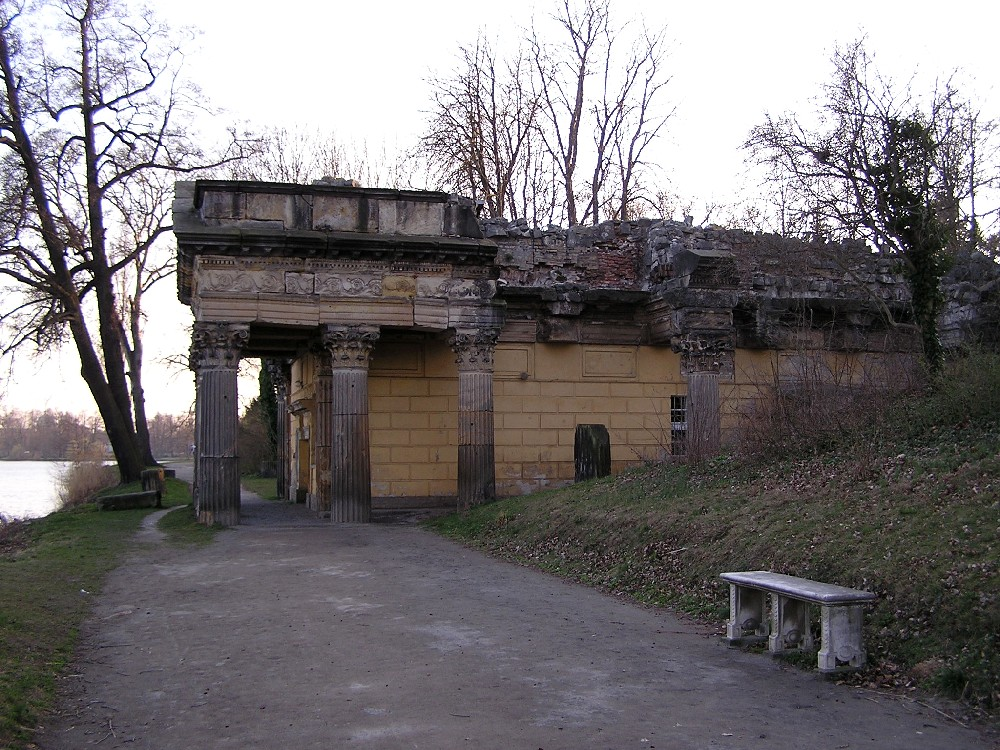
Cuisine de château sous forme de ruine de temple

La cuisine du château (1788/90) en forme de ruine artificielle, située en dessous du grand escalier du palais de marbre et reliée à celui-ci par un passage souterrain, ne montre que sa façade avant donnant sur le lac. Il semble qu'elle soit un temple à moitié englouti par les masses de terre.

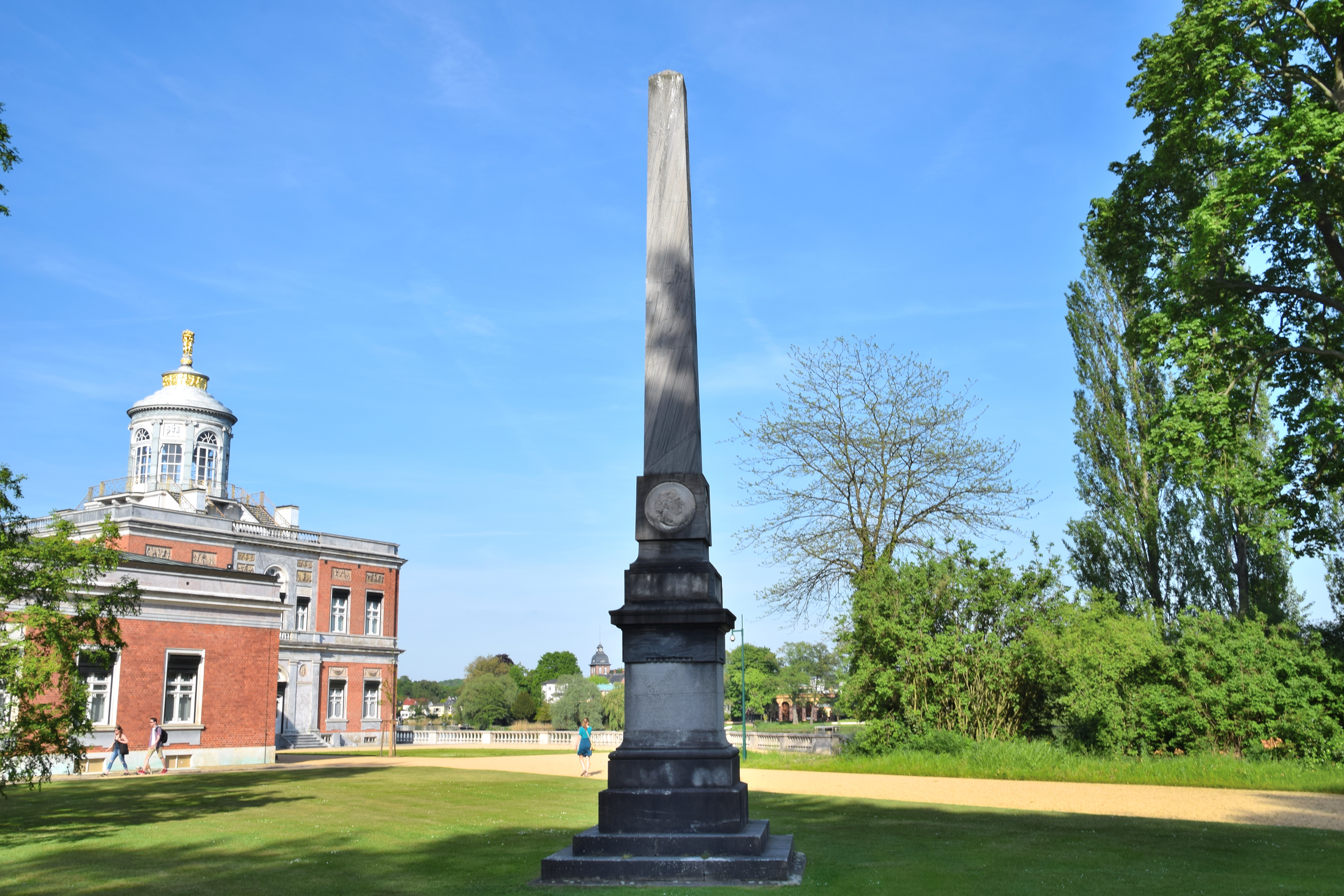
L'obélisque au bout de l'avenue principale du Nouveau Jardin.

L'obélisque (1793/94) est en marbre bleu-gris d'après un dessin de Carl Gotthard Langhans. Les quatre médaillons en relief sont réalisés par les frères Wohler et Johann Gottfried Schadow et représentent des têtes d'hommes à différents âges. Ceux-ci doivent symboliser les quatre saisons.

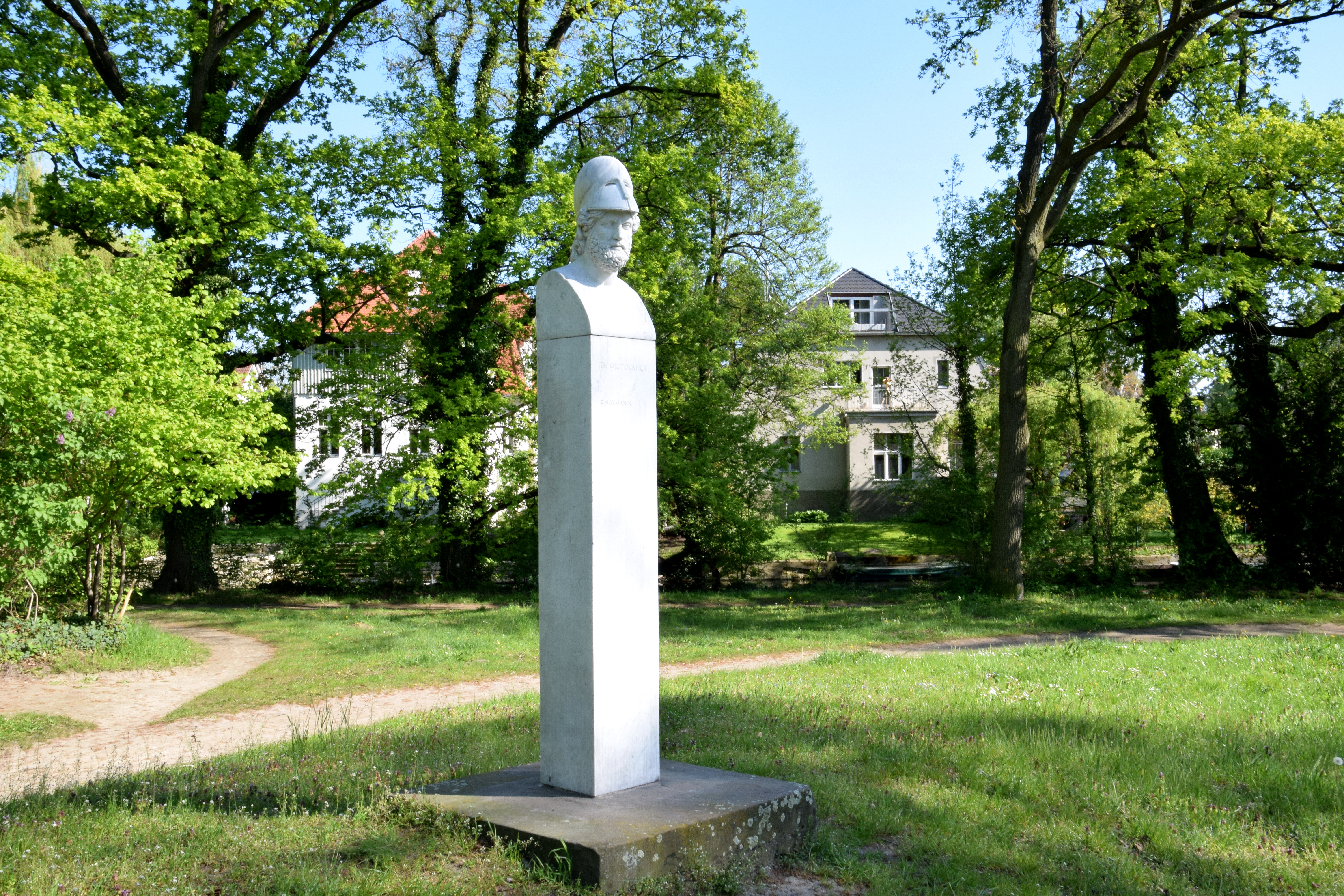
L'Hermès de Thémistocle sur la rive est du lac sacré.

L'Hermès de Thémistocle est fait de marbre blanc après un original antique (de). Il montre le buste du général grec Thémistocle. Elle est acquise début août 1790 par Friedrich Wilhelm Erdmannsdorff (1736-1800) pour le roi Frédéric-Guillaume II près d'Ostie (chantier de fouilles). En 1791, celle-ci arrive à Potsdam et en 1792, elle reçoit une nouvelle tête inconnue. Il est ensuite érigé sur le pont terrestre entre le lac sacré et la Havel, en diagonale face au Palais de Marbre, jusqu'en 1830. Après son transfert au musée en 1830, l'Hermès est doté d'une réplique de la "tête du stratège". À partir de 1945, après la Seconde Guerre mondiale, le buste disparaît. Une nouvelle copie de l'Hermès et de la "tête de stratège" qui lui est longtemps associée est réinstallée en 1993 à l'emplacement de l'Herm original entre 1792 et 1830 dans le Nouveau Jardin.

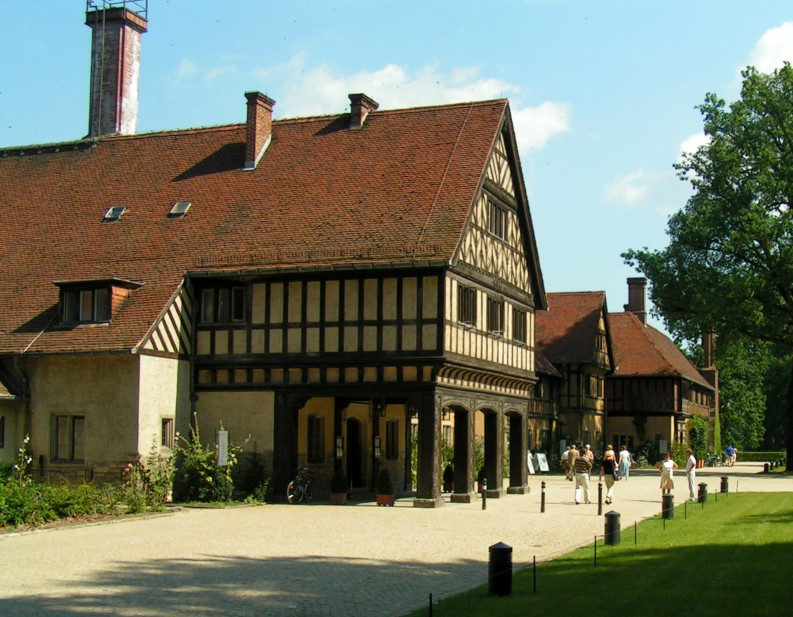
Château de Cecilienhof

Plus de cent ans plus tard, à la fin du règne de l'empereur Guillaume II, le dernier château des Hohenzollern est construit dans le Nouveau Jardin. Le château de Cecilienhof est construit pour le prince héritier Guillaume et son épouse Cécilie dans le nord du parc entre 1913 et 1917. Il est utilisé par la famille du prince héritier comme résidence jusqu'au début de 1945.

## Aperçu sommaire des bâtiments
Créé sous le roi Frédéric-Guillaume II dans les années 1787-1796 dans le Nouveau Jardin :
- Palais de Marbre
- Cuisine de château sous forme de ruine de temple
- Orangerie
- Bibliothèque gothique (de)
- Pyramide
- Laiterie
- Grotte aux coquillages (de)
- "Établissement hollandais" (maisons de style hollandais)
- Cuisine en écorce, construite en 1796, démolie en 1958, réplique en 2012
- Ermitage (de)

Construit sous l'emepreur Guillaume II dans les années 1914 à 1917 pour le prince héritier Guillaume :
- Château de Cecilienhof

## Administration
Le Nouveau Jardin est désormais entretenu et géré par la Fondation des châteaux et jardins prussiens de Berlin-Brandebourg